# Listă de companii media din România
Aceasta este o listă de companii media din România:
- Adevărul Holding
- Amos News
- Apropo Media
- Automedia - deține publicațiile Car Magazine, CÆSAR, 4x4 Crossover Lifestyle Magazine și Temporis
- Bazar Publishing, editorul FrontNews.ro, Feminis.ro și DailyBusiness.ro
- Burda România
- Cancan Media
- Edipresse AS România
- Inform Media
- Intact Media Group
- InternetCorp
- Media Pro
- MediaPro Entertainment
- Medien Holding
- Megapress Holding
- Presworks România - deține revista Cool Girl și publicațiile săptămânale: Star Arhivat în 27 noiembrie 2012, la Wayback Machine., Zău Arhivat în 30 august 2010, la Wayback Machine. și Șoc
- ProTV SA
- Publimedia
- Realitatea-Cațavencu
- Ringier
- Sanoma Hearst România